# Maximilian Günther
Maximilian Günther (Oberstdorf, 2 de julho de 1997), é um automobilista alemão que atualmente compete na Fórmula E pela equipe DS Penske. Ele estreou na categoria na temporada 2018–19 pela Dragon, tendo passagens pelas equipes BMW i Andretti, Nissan e.dams e Maserati. Anteriormente, em 2018, ele competiu no Campeonato de Fórmula 2 da FIA pela equipe Arden International.

## Carreira

### Anos iniciais
Nascido em Oberstdorf, Günther iniciou sua carreira de piloto no cartismo em 2007. Ele permaneceu no kart até 2010. Em 2011, Günther competiu em corridas de monoposto, na Fórmula BMW Talent Cup. Com catorze pódios, incluindo duas vitórias, Günther ficou abaixo de Stefan Wackerbauer, que teve catorze vitórias, incluindo a da corrida final, e ficou com o título, deixando Günther com o vice-campeonato.
Em 2013, Günther competiu no ADAC Formel Masters pela equipe ADAC Berlin-Brandenburg e.V., ele teve oito poles, duas vitórias, onze pódios e terminou a temporada como vice-campeão, tendo 148 pontos a menos do que Alessio Picariello. Em 2014, Günther teve quatro vitórias, totalizando dez pódios, mas também terminou em segundo, ficando com mais de cem pontos de desvantagem para o campeão Mikkel Jensen.

### Fórmula 3 Europeia
Em 2015, Günther estreou na Fórmula 3 Europeia com a kfzteile24 Mücke Motorsport, tendo como companheiros Santino Ferrucci, Michele Beretta, Mikkel Jensen e Kang Ling. Günther teve dois pódios: o segundo lugar na corrida 3 do Grande Prêmio de Pau e a vitória na corrida 2 em Norisring. Na rodada final, Günther se transferiu para a Prema, substituindo Nick Cassidy no carro nº 24. Ele finalizou o ano em oitavo lugar, com 152 pontos.
Günther seguiu na F3 Europeia em 2016, fazendo a temporada completa pela Prema e correndo ao lado de Ralf Aron, Nick Cassidy e Lance Stroll. Com sete poles, cinco vitórias e treze pódios no total, Günther ameaçou disputar o título com seu companheiro de equipe Stroll, com os dois chegando a colidir na corrida 1 em Hockenheim. Mas Stroll se sagrou campeão, com quase duzentos pontos de vantagem sobre Günther, que ficou com o vice, e superou o terceiro colocado George Russell por 56 pontos.
Günther seguiu com a Prema para sua terceira temporada na F3 Europeia, tendo a companhia de Zhou Guanyu, Mick Schumacher e Callum Ilott. Günther teve dezesseis pódios, incluindo cinco vitórias, e somou 383 pontos, o que lhe colocou como o terceiro colocado no campeonato de pilotos, sendo superado por Joel Eriksson, o vice-campeão, por cinco pontos, e pelo campeão Lando Norris por 58 pontos.

### Fórmula 2

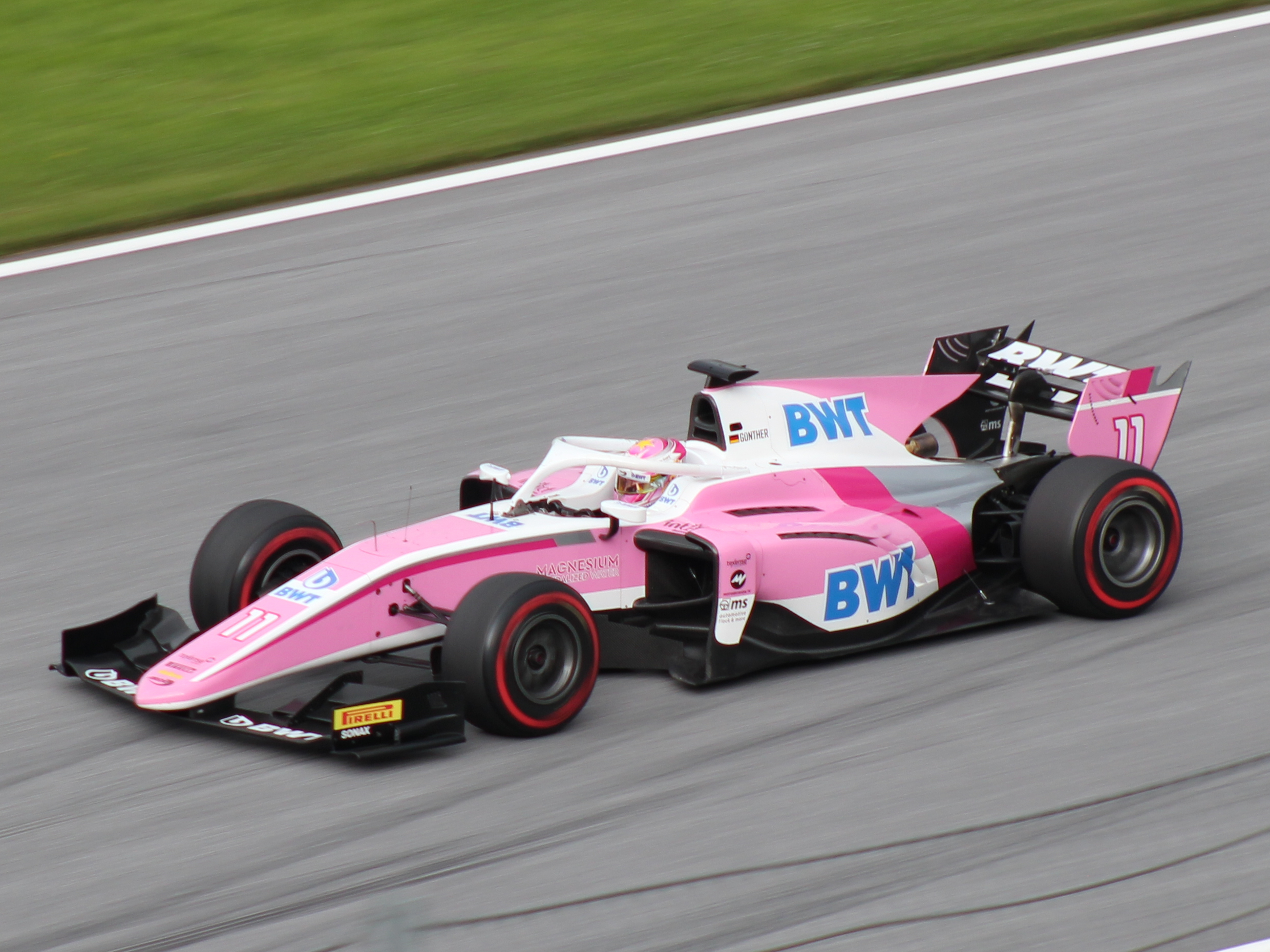
Günther em prova da F2 no Red Bull Ring em 2018

Günther fez sua estreia no Campeonato de Fórmula 2 da FIA em 2018, competindo pela Arden International ao lado de Nirei Fukuzumi. Günther teve um pódio na corrida 2 do Barém e uma vitória na corrida 2 em Silverstone, mas ele fez um ano irregular, pontuando em apenas seis etapas, e saiu da categoria antes da última rodada em Yas Marina para correr na Fórmula E, sendo substituído por Dan Ticktum. Assim, Günther ficou com 41 pontos, sendo o 14º colocado, e ficando três posições acima de Fukuzumi, que somou menos da metade de sua pontuação.

### Fórmula E

#### GEOX Dragon
Günther se juntou à equipe Dragon Racing como piloto de teste e reserva, participando do teste de estreia de Marraquexe em 2018 e dos testes de pré-temporada para a quinta temporada da Fórmula E. Depois que Jerome d'Ambrosio deixou a equipe para se mudar para a Mahindra Racing, Günther foi promovido a piloto titular para a temporada de 2018–19 e fez sua estreia no ePrix de Daria em dezembro de 2018. Porém, ele foi substituído pelo piloto brasileiro Felipe Nasr nos ePrix de Cidade do México, Hong Kong e Sanya, com Günther retornando ao posto de piloto titular da equipe a partir do ePrix de Roma.

#### BMW i Andretti

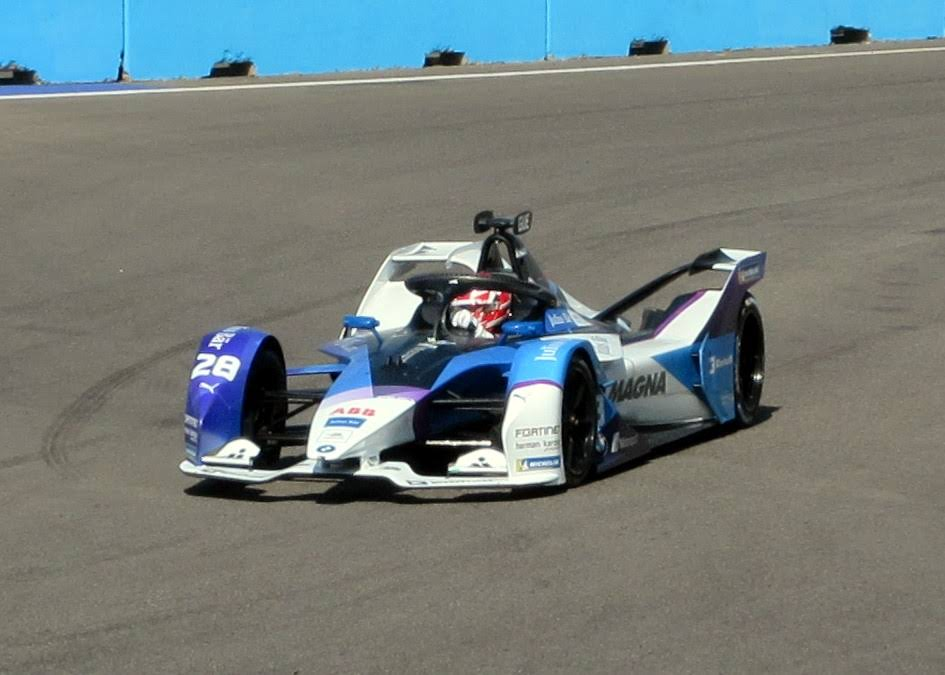
Günther no ePrix de Marraquexe de 2020

Para a temporada de 2019–20, Günther foi contratado pela equipe BMW i Andretti Motorsport para substituir o piloto português António Félix da Costa. O jovem bávaro superou o então companheiro de equipe Alexander Sims no Campeonato de Pilotos, vencendo pela primeira vez na carreira no ePrix de Santiago, após uma ultrapassagem sobre Da Costa na última volta, e repetindo o resultado em Tempelhof, após lutar com Jean-Éric Vergne na maior parte da corrida e depois segurar Robin Frijns. Mas os quatro abandonos do alemão, incluindo a perda de um pódio em Daria por ultrapassagem sob o safety car, acabaram prejudicando sua posição final, com ele terminando em nono, com 69 pontos, apenas dois a menos que o oitavo colocado André Lotterer.
Günther permaneceu na equipe Andretti para a disputa da temporada de 2020–21, passando a ser companheiro de Jake Dennis. O germânico só teve uma vitória na corrida 1 do ePrix de Nova Iorque, somando 66 pontos e muito distante de Dennis, que disputou o título e ficou em terceiro lugar no campeonato de pilotos.

#### Nissan e.dams
Em 2 de setembro de 2021, foi anunciado que Günther havia sido contratado pela equipe Nissan e.dams para a disputa da temporada de 2021–22, ao lado de Sébastien Buemi. Seu desempenho ficou em um nível abaixo do esperado, o melhor de Günther foi um oitavo lugar em Londres, com o alemão fazendo seis pontos, mesma quantidade que Oliver Turvey. Mas como Turvey teve um sétimo lugar, foi Günther que ficou em 19º na classificação geral, quatro posições abaixo de Buemi, que fez cinco vezes mais pontos que ele.

#### Maserati

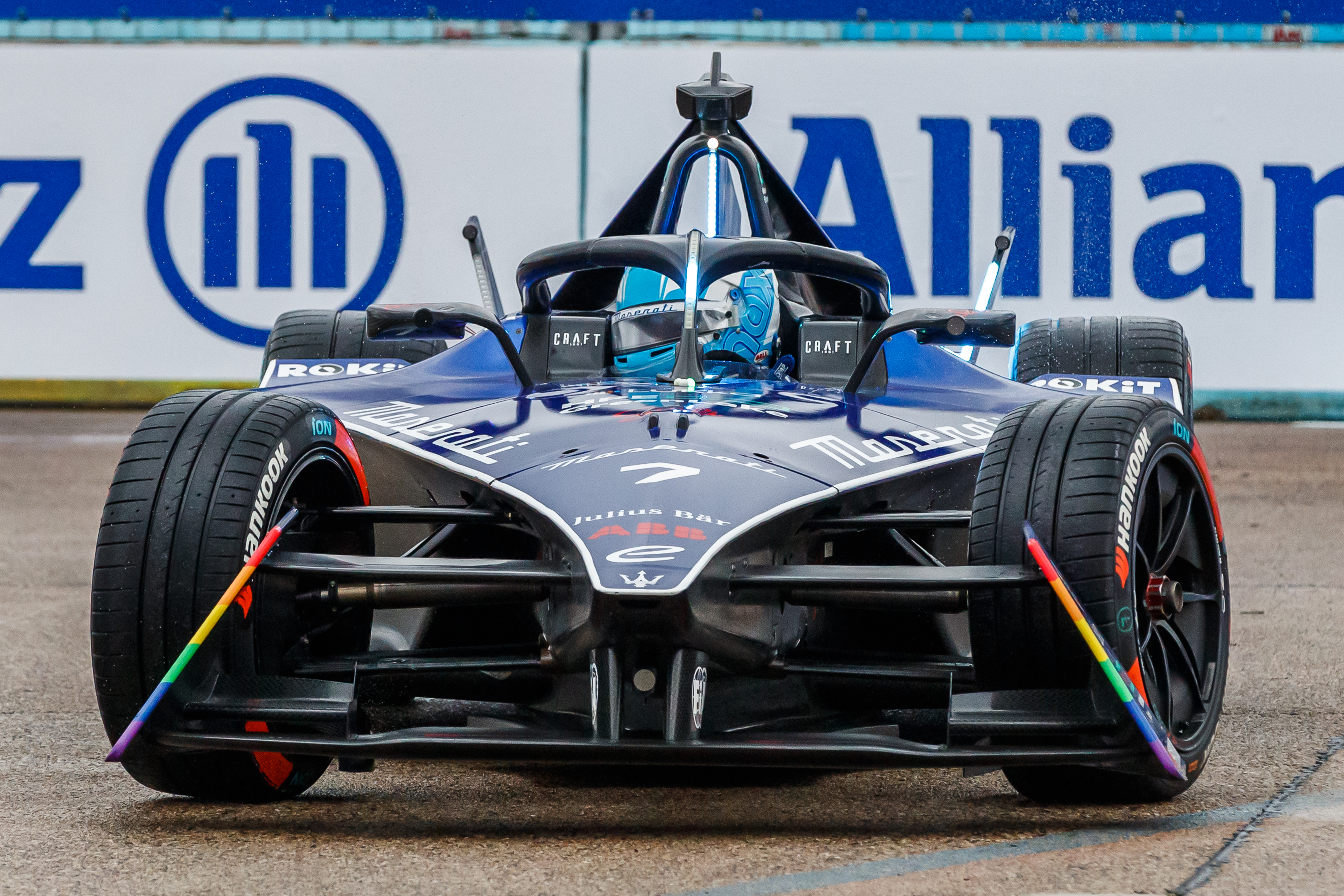
Günther no ePrix de Berlim de 2023

Para a disputa da temporada de 2022–23, ele se transferiu para a Maserati MSG Racing, estando ao lado do experiente Edoardo Mortara. O bávaro obteve quatro pódios e uma vitória na corrida 2 em Jacarta, levando-o ao sétimo lugar na classificação, com 101 pontos, superando Mortara por ampla margem.
Günther permaneceu com a equipe Maserati para a disputa da temporada de 2023–24, fazendo parceria com o novato Jehan Daruvala. Günther continuou sua sequência consistente, marcando pontos nas seis primeiras rodadas da temporada, que incluíram uma vitória em Tóquio, que veio após uma batalha estratégica com Oliver Rowland, seguida por um terceiro lugar na corrida de abertura em Misano. Assim, Maxi ficou em oitavo, com 73 pontos, enquanto Daruvala somou apenas oito pontos e foi o 21º, ficando treze posições abaixo do alemão.

#### DS Penske
Günther se transferiu para a equipe DS Penske para a disputa da temporada de 2024–25, sendo companheiro do bicampeão da F-E Jean-Éric Vergne. Essa transferência marcou o retorno do alemão à equipe em que ele estreou na F-E em 2018, que na época se chamava GEOX Dragon.

## Resultados

### Resumo da carreira
| Temporada | Categoria              | Equipe                           | Corridas            | Vitórias            | Poles               | V.M.R.              | Pódios              | Pts.                | Pos.                |
| --------- | ---------------------- | -------------------------------- | ------------------- | ------------------- | ------------------- | ------------------- | ------------------- | ------------------- | ------------------- |
| 2011      | Fórmula BMW Talent Cup | BMW Motorsport                   | 17                  | 2                   | 0                   | 2                   | 14                  | ?                   | 2º                  |
| 2013      | ADAC Formel Masters    | ADAC Berlin-Brandenburg e.V.     | 24                  | 2                   | 8                   | 2                   | 11                  | 240                 | 2º                  |
| 2014      | ADAC Formel Masters    | ADAC Berlin-Brandenburg e.V.     | 24                  | 4                   | 5                   | 4                   | 10                  | 262                 | 2º                  |
| 2015      | Fórmula 3 Europeia     | Mücke Motorsport                 | 27                  | 1                   | 0                   | 0                   | 2                   | 150                 | 8º                  |
| 2015      | Fórmula 3 Europeia     | Prema Powerteam                  | 3                   | 0                   | 0                   | 0                   | 0                   | 150                 | 8º                  |
| 2016      | Fórmula 3 Europeia     | Prema Powerteam                  | 30                  | 4                   | 7                   | 4                   | 13                  | 320                 | 2º                  |
| 2016      | Grande Prêmio de Macau | Prema Powerteam                  | 1                   | 0                   | 0                   | 0                   | 0                   | N/A                 | DNF                 |
| 2016      | Fórmula 1              | Mercedes AMG Petronas F1 Team    | Piloto de simulador | Piloto de simulador | Piloto de simulador | Piloto de simulador | Piloto de simulador | Piloto de simulador | Piloto de simulador |
| 2017      | Fórmula 3 Europeia     | Prema Powerteam                  | 30                  | 5                   | 3                   | 2                   | 16                  | 383                 | 3º                  |
| 2017      | Grande Prêmio de Macau | Prema Powerteam                  | 1                   | 0                   | 0                   | 0                   | 0                   | N/D                 | 5º                  |
| 2017      | Fórmula 1              | Mercedes AMG Petronas Motorsport | Piloto de simulador | Piloto de simulador | Piloto de simulador | Piloto de simulador | Piloto de simulador | Piloto de simulador | Piloto de simulador |
| 2018      | Fórmula 2              | BWT Arden                        | 22                  | 1                   | 0                   | 0                   | 2                   | 41                  | 14º                 |
| 2018–19   | Fórmula E              | GEOX Dragon                      | 10                  | 0                   | 0                   | 0                   | 0                   | 20                  | 17º                 |
| 2019–20   | Fórmula E              | BMW i Andretti Motorsport        | 11                  | 2                   | 0                   | 0                   | 3                   | 69                  | 9º                  |
| 2020–21   | Fórmula E              | BMW i Andretti Motorsport        | 15                  | 1                   | 0                   | 0                   | 1                   | 66                  | 16º                 |
| 2021–22   | Fórmula E              | Nissan e.dams                    | 16                  | 0                   | 0                   | 0                   | 0                   | 6                   | 19º                 |
| 2022–23   | Fórmula E              | Maserati MSG Racing              | 16                  | 1                   | 2                   | 0                   | 4                   | 101                 | 7º                  |
| 2023–24   | Fórmula E              | Maserati MSG Racing              | 16                  | 1                   | 0                   | 0                   | 2                   | 73                  | 8º                  |
| 2024–25   | Fórmula E              | DS Penske                        | 1                   | 0                   | 0                   | 0                   | 0                   | 0                   | 12º*                |

* Temporada em andamento